# Miguel van Assen
Miguel Uriel van Assen (* 30. Juli 1997) ist ein surinamischer Leichtathlet, der sich auf den Dreisprung spezialisiert hat. Er ist unter anderem Südamerikameister und Sieger der olympischen Jugendspiele.

## Sportliche Laufbahn
Miguel van Assen trat erstmals 2012 in internationalen Meisterschaften im Dreisprung und im Hochsprung an. Damals gewann er die Silbermedaille bei den U17-Karibikmeisterschaften auf Bermuda. Ein Jahr später gewann er in der U18-Altersklasse zwei Goldmedaillen bei Karibikmeisterschaften in Nassau, auf den Bahamas. Im Juli trat er im Dreisprung bei den U18-Weltmeisterschaften in Donezk an, wo er das Finale erreichte, darin allerdings keine gültige Weite erzielte. Im März 2014 trat er im Alter von 16 Jahren erstmals bei den Südamerikaspielen an. Im Weitsprung wurde er Zehnter. Die Dreisprungkonkurrenz beendete er mit 15,54 m auf dem vierten Platz. Im Juli gewann er die Goldmedaille bei den U20-Zentralamerika- und Karibikmeisterschaften im mexikanischen Morelia. Bei diesem Wettkampf sprang er das erste Mal über die 16-Meter-Marke. Ebenfalls im Juli wurde er Elfter bei den U20-Weltmeisterschaften in Eugene. Im August gewann er mit 16,15 m die Goldmedaille bei den Olympischen Jugendspielen in Nanjing.
2015 belegte van Assen mit 16,25 m den siebten Platz bei den Panamerikanischen Spielen in Toronto. Ein Jahr später blieb er bei den U20-Weltmeisterschaften in Bydgoszcz deutlich unter dieser Weite und wurde damit Achter. Besser lief es ein weiteres Jahr später für ihn. Bei den Südamerikameisterschaften in Asuncíon gewann er mit neuer Bestleistung von 16,94 m die Goldmedaille. Im August trat er auch bei den Weltmeisterschaften in London an. Dort scheiterte er mit 16,38 m in der Qualifikation und landete am Ende auf dem 23. Platz. 2018 gewann er nach den Südamerikameisterschaften auch bei den Südamerikaspielen die Goldmedaille im Dreisprung. Eine weitere Medaille gewann er mit dem dritten Platz bei den Zentralamerika- und Karibikspielen in Barranquilla.
2019 gewann van Assen mit der Bronzemedaille bei den Südamerikameisterschaften in Lima seine zweite Medaille bei den Kontinentalmeisterschaften. 2020 belegte er bei den erstmals ausgetragenen Hallensüdamerikameisterschaften in Bolivien den achten Platz im Weitsprung. Ende Mai 2021 nahm er in Ecuador zum bereits dritten Mal an den Südamerikameisterschaften teil und gewann, wie 2019, die Bronzemedaille.

## Wichtige Wettbewerbe
| Jahr                 | Veranstaltung                                  | Ort                  | Platz                | Disziplin            | Weite                |
| Startet für Suriname | Startet für Suriname                           | Startet für Suriname | Startet für Suriname | Startet für Suriname | Startet für Suriname |
| -------------------- | ---------------------------------------------- | -------------------- | -------------------- | -------------------- | -------------------- |
| 2013                 | U18-Weltmeisterschaften                        | Donezk               |                      | Dreisprung           | 15,48 m (Quali)      |
| 2014                 | Südamerikaspiele                               | Santiago de Chile    | 10.                  | Weitsprung           | 7,20 m               |
| 2014                 | Südamerikaspiele                               | Santiago de Chile    | 4.                   | Dreisprung           | 15,54 m              |
| 2014                 | U20-Zentralamerika- und Karibikmeisterschaften | Morelia              | 1.                   | Dreisprung           | 16,01 m              |
| 2014                 | U20-Weltmeisterschaften                        | Eugene               | 11.                  | Dreisprung           | 15,51 m              |
| 2014                 | Olympische Jugendspiele                        | Nanjing              | 1.                   | Dreisprung           | 16,15 m              |
| 2015                 | Panamerikanische Spiele                        | Toronto              | 7.                   | Dreisprung           | 16,25 m              |
| 2016                 | U20-Weltmeisterschaften                        | Bydgoszcz            | 8.                   | Dreisprung           | 15,75 m              |
| 2017                 | Südamerikameisterschaften                      | Asunción             | 1.                   | Dreisprung           | 16,94 m              |
| 2017                 | Weltmeisterschaften                            | London               | 23.                  | Dreisprung           | 16,34 m              |
| 2018                 | Südamerikaspiele                               | Cochabamba           | 1.                   | Dreisprung           | 16,81 m              |
| 2018                 | Zentralamerika- und Karibikspiele              | Barranquilla         | 3.                   | Dreisprung           | 16,96 m              |
| 2019                 | Südamerikameisterschaften                      | Lima                 | 3.                   | Dreisprung           | 16,11 m              |
| 2020                 | Hallensüdamerikameisterschaften                | Cochabamba           | 8.                   | Weitsprung           | 7,25 m               |
| 2021                 | Südamerikameisterschaften                      | Guayaquil            | 3.                   | Dreisprung           | 16,73 m              |

## Persönliche Bestleistungen
Freiluft
- Dreisprung: 16,96 m, 2. August 2018, Barranquilla, (Nationalrekord)
- Weitsprung: 7,66 m, 27. März 2016, St. George’s
- Hochsprung: 2,03 m, 31. März 2013, Nassau, (Nationalrekord)

Halle
- Weitsprung 7,25 m, 1. Februar 2020, Cochabamba, (Nationalrekord)